# Zenaïde Bonapartová
Zénaïde Laetitia Julie Bonapartová, kněžna z Canina a Musignana (8. července 1801, Paříž – 8. srpna 1854, Neapol) byla starší dcerou Josefa Bonaparta a Julie Clary, tedy neteří Napoleona Bonaparta, a manželkou přírodovědce Charlese Luciena Bonaparta, který byl zároveň jejím bratrancem. Na několik let se připojila ke svému otci v exilu v Bordentownu ve státě New Jersey.

## Život
Zénaïde Laetitia Julie Bonaparte se narodila 8. července 1801 v Paříži. Jejím otcem byl Josef Bonaparte, starší bratr Napoleona Bonaparta. Její matkou byla Julie Clary, starší sestra Désirée Clary, bývalé snoubenky Napoleona Bonaparta a později královny švédské.
Když jí bylo 14 let, nabídl Napoleon v roce 1815 Zénaïde sňatek s Ferdinandem, sesazeným španělským králem, ale ta nabídku odmítla.
Po pádu jejího strýce císaře Napoleona v roce 1815 se její otec přestěhoval do Ameriky a koupil Point Breeze, panství na řece Delaware v Bordentownu ve státě New Jersey. Zénaïde a její sestra však zůstaly s matkou v Evropě. V letech 1815–1821 žily ve Frankfurtu a Bruselu a poté ve Florencii.
Dne 29. června 1822 se v Bruselu provdala za svého bratrance Charlese Luciena Bonaparta, syna svého strýce Luciena. Její otec Josef navrhl manželství své ženě, když bylo Zénaïdě pouhých pět let; záměrem bylo pokračovat v napoleonském nástupnictví (návrat k moci se vždy očekával) sňatkem svých dvou dcer se syny dvou jeho bratrů.
Svatba se setkala s překvapivě malým ohlasem, snad proto, že Zénaidina matka byla pobouřena příliš vysokou částkou věna (730 000 franků, což bylo nepřiměřené vzhledem k tomu, že Lucienova vila v Římě stála jen 150 000), která zatížila její finanční možnosti.
V roce 1823, po emigraci do Spojených států, se spolu s manželem usadila v Lake House na panství svého otce Point Breeze.
Charles byl ornitolog (pojmenoval po ní holuba Zenaida). Měli dvanáct dětí:
- Josef Lucien Bonaparte (12. 2. 1824 Filadelfie – 2. 9. 1865 Řím), 3. kníže z Canina a Musignana, svobodný a bezdětný
- Alexandrina Bonaparte (9. 6. 1826 – 1. 5. 1828)
- Lucien Bonaparte (15. 11. 1828 Řím – 19. 11. 1895 tamtéž), 4. kníže z Canina a Musignana a kardinál-kněz, svobodný a bezdětný
- Julie Bonaparte (6. 3. 1830 Řím – 28. 10. 1900 tamtéž)
⚭ 1847 Alessandro del Gallo (15. 3. 1826 Řím – 30. 11. 1892 tamtéž), markýz z Roccagiovine
- Šarlota Bonaparte (4. 3. 1832 Řím – 1. 10. 1901 Ariccia)
⚭ 1848 hrabě Pietro Primoli di Foglia (5. 7. 1821 – 30. 12. 1883)
- Leonie Bonaparte (18. 9. 1833 – 14. 9. 1839)
- Marie Bonaparte (18. 3. 1835 Řím – 28. 8. 1890 Spoleto)
⚭ 1851 hrabě Paolo Francesco Antonio Campello della Spina (18. 5. 1829 – 21. 5. 1917)
- Augusta Bonaparte (9. 11. 1836 Řím – 29. 3. 1900 tamtéž)
⚭ 1856 Placido Gabrielli (9. 11. 1832 Řím – 3. 9. 1911 Frascati), 4. kníže z Prossedi
- Napoleon Karel (5. 2. 1839 Řím – 12. 2. 1899 tamtéž), 5. kníže z Canina a Musignana
⚭ 1859 Maria Cristina Ruspoli (25. 7. 1842 Řím – 11. 2. 1907 tamtéž)
- Batylda Bonaparte (26. 11. 1840 Řím – 9. 6. 1861 Paříž)
⚭ 1856 Louis Joseph Napoléon Cambacérès (22. 8. 1832 Paříž – 22. 8. 1868 Chamonix-Mont-Blanc)
- Albertina Bonaparte (12. 3. 1842 – 3. 6. 1842)
- Karel Albert (22. 3. 1843 – 6. 12. 1847)